# Gropskärs kläpparna
Gropskärs kläpparna är öar i Finland. De ligger i Norra Östersjön eller Skärgårdshavet och i kommunen Pargas i landskapet Egentliga Finland, i den sydvästra delen av landet. Öarna ligger omkring 92 kilometer sydväst om Åbo och omkring 200 kilometer väster om Helsingfors.
Arean för den av öarna koordinaterna pekar på är 0,5 hektar och dess största längd är 90 meter i nord-sydlig riktning.